# Mauro Camoranesi
Mauro Germán Camoranesi (prononcé : [kamoraˈneːzi]), né le 4 octobre 1976 à Tandil (Argentine), est un footballeur international italien évoluant au poste de milieu de terrain, reconverti entraîneur.
Surnommé durant sa carrière Albiazzurro, El Gaucho, Il Mago di Tandil ou encore El Tractor, il a commencé sa carrière en Amérique du Sud où il a évolué dans les clubs de Santos Laguna, Montevideo Wanderers FC, CA Banfield et CD Cruz Azul avant de rejoindre l'Italie et l'Hellas Vérone. Il rejoint ensuite les rangs de la Juventus où pendant huit ans il devient l'un des joueurs fondamentaux de l'équipe turinoise. Il signe en août 2010 pour une saison avec les Allemands du VfB Stuttgart, avec option pour une prolongation la saison suivante.
Lors de son passage à la Juventus, Camoranesi a remporté la Serie A en 2002-03, et la Supercoupe en 2002 et 2003. Camoranesi a également été champion de Serie A en 2004-05 et 2005-06, mais le club du Piémont a perdu ces deux titres à cause de l'affaire des matches truqués du Calcio.
Sélectionné régulièrement avec l'Italie depuis février 2003, il remporte la Coupe du monde de football de 2006.

## Biographie

### Débuts de carrière
Camoranesi a toujours été un grand fan du club argentin de Club Atlético River Plate, mais dans sa jeunesse, il a joué dans l'équipe du Club Atlético Aldosivi. Il a auparavant effectué ses premières années de formation (en tant que juniors) à Tandil (de 1988 à 1992).
Auteur d'un parcours atypique, Mauro Camoranesi commence sa carrière professionnelle au Santos Laguna. Le club remporte la Primera División au cours de la saison 1996. Camoranesi marque un but en treize matches pour l'équipe de la capitale mexicaine qui remporte ici son premier titre de champion. C'est lors de ce passage au Mexique que les supporters de Santos Laguna le surnomme « El Cholo ».
Il s'installe ensuite à Montevideo en Uruguay en janvier 1996 et dispute une seule saison sous le maillot de Montevideo Wanderers. Après avoir donné un coup de pied à un arbitre, il récolte dix matches de suspension. Il retourne alors dans son pays natal pour jouer à CA Banfield en juillet 1997, où il se stabilise en tant que milieu de terrain droit. Cette saison-là, il joue 38 matchs et marque 16 buts.
À l'été 1998, Camoranesi retrouve de nouveau le championnat du Mexique en rejoignant cette fois le club de CD Cruz Azul. Auteur de deux saisons d'exception (21 buts en 79 matches), chiffre rare pour un milieu de terrain, il attire l'œil des observateurs du club italien d'Hellas Vérone. Il traverse l'Atlantique en 2000, et signe avec le club italien un contrat de deux ans. Contribuant au maintien de l'équipe véronaise lors de la saison 2000-2001, il surnage dans l'équipe qui finit quinzième au classement lors de la saison 2001-2002 (et est donc reléguée en Serie B).

### Juventus
Ses performances lui permettent d'être repéré par la Juventus Football Club. Le club piémontais l'acquiert en copropriété à l'été 2002.
À Turin, il explose dès son arrivée en 2002-2003 en remportant le Scudetto et en devenant un joueur clé du dispositif de Marcello Lippi. Cette année-là, les piémontais atteignent la finale de la Ligue des champions de l'UEFA, vaincus seulement par le Milan AC aux tirs au but. À la suite de ces performances, la Juve décide de racheter entièrement le contrat de son joueur (pour une valeur totale de 8,5 millions d'euros).
En 2005, Fabio Capello arrive aux commandes de la Juve mais Mauro Camoranesi reste le « centrocampista » (milieu de terrain) titulaire indiscutable sur le flanc droit. Il remporte encore une fois le Scudetto 2004-2005. Relégué en Serie B à la suite du Calciopoli en 2006, Camoranesi fait partie des joueurs qui sont restés à la Juve pour tenter de faire remonter le club en Série A malgré les points de pénalité. Il est finalement resté au club pour le plus grand plaisir de l'entraîneur Claudio Ranieri et des tifosi de la « Vieille Dame » et malgré l'appel du pied de bonnes formations européennes : Liverpool FC, Valence CF, l'Olympique lyonnais. De retour en Serie A pour la saison 2007-2008, Camoranesi reste l'une des alternatives intéressantes pour occuper l'aile droite des équipes composées par les derniers entraineurs de la Juventus, que ce soit Claudio Ranieri ou Ciro Ferrara.
Ces dernières saisons furent gâchées par des blessures récurrentes mais lors de ses apparitions dans l'équipe première (33 matches tout de même durant la saison 2009-2010), il déçoit rarement sur son aile droite où ses centres apparaissent extrêmement utiles pour l'attaque bianconera. Il réussit ainsi 4 buts et 5 passes décisives durant cette saison mondialiste où il est sélectionné dans le groupe des 23 de l'Italie pour la Coupe du monde de football de 2010 par Marcello Lippi, son ancien entraineur devenu sélectionneur de la Squadra Azzurra.

### Fin de carrière
Durant l'été 2010, Camoranesi est transféré au VfB Stuttgart.
Le joueur étant en situation d'échec, le club ne souhaite pas conserver un tel salaire pour si peu de temps de jeu. De ce fait, son contrat est résilié à l'amiable le 26 janvier 2011.
Le 2 février, il rejoint le club argentin du Club Atlético Lanús.
Il rejoint le 21 juillet 2012 un autre club argentin étant le Racing Club.

### Carrière d'entraîneur
Après avoir quitté le Racing Club, Camoranesi s'engage avec le Deportivo Tepic en tant qu'entraîneur, début 2015.
Le 3 septembre 2020, Camoranesi est nommé manager de l'équipe slovène de NK Maribor, signant un contrat de trois ans. Il sera limogé le 23 février 2021.
Le 5 juillet 2022, Camoranesi est officiellement nommé dans le staff du nouvel entraîneur de l'Olympique de Marseille Igor Tudor en tant qu'entraîneur adjoint. Cependant il quitte le club 7 jours plus tard.

### Carrière internationale
Doté de la double nationalité (grâce à son grand-père, Italien immigré en Argentine au XIXe siècle), Camoranesi tape naturellement dans l'œil du sélectionneur italien Giovanni Trapattoni à la suite de ses performances sous les maillots de l'Hellas Vérone et de la Juventus. Il fait ses premiers pas avec le maillot de la Squadra Azzurra le 12 février 2003 lors d'un match amical disputé contre le Portugal (victoire 1-0 des Italiens). Le natif de Tandil n'est pas le premier joueur venant d'Argentine à endosser la tunique italienne puisqu'avant lui Omar Sivori en 1961 avait fait de même. Camoranesi fait partie du groupe italien lors du Championnat d'Europe de football 2004 (où il ne joue que 76 minutes) et surtout lors la Coupe du monde de football de 2006 où la Squadra Azzurra devient championne du monde. Membre important de l'équipe, il joue six matches lors de la compétition dont cinq comme titulaire.
Il fait de nouveau partie de la sélection italienne pour le Championnat d'Europe de football 2008 vaincue en quart de finale et aux penalties par le futur vainqueur, l'Espagne.
L'Italo-Argentin inscrit son premier but contre la Biélorussie le 7 septembre 2005 lors de la phase qualificative de la Coupe du monde de football 2006.
Malgré des pépins de santé récurrents, il est sélectionné dans le groupe des 23 Italiens pour la Coupe du monde de football 2010 par Marcello Lippi qui le porte haut en estime comme beaucoup d'anciens de 2006, mais est victime d'une blessure au genou le 31 mai 2010 lors d'un stage à Sestrières qui laisse sa participation pour cette compétition en Afrique du Sud en suspens. Disputant finalement le tournoi ratée par la Squadra Azzurra (élimination au premier tour), il rentre deux fois en jeu contre le Paraguay et la Nouvelle-Zélande.

## Statistiques

### Générales
Ce tableau résume la carrière de Mauro Camoranesi :
| Saison                | Club                      | Championnat           | Championnat | Championnat | Championnat | Coupe(s) nationale(s) | Coupe(s) nationale(s) | Coupe(s) nationale(s) | Supercoupe | Supercoupe | Supercoupe | Compétition(s) continentale(s) | Compétition(s) continentale(s) | Compétition(s) continentale(s) | Compétition(s) continentale(s) | Italie | Italie | Italie | Total | Total | Total |
| Saison                | Club                      | Division              | M.          | B.          | P.d.        | M.                    | B.                    | P.d.                  | M.         | B.         | P.d.       | Comp.                          | M.                             | B.                             | P.d.                           | M.     | B.     | P.d.   | M.    | B.    | P.d.  |
| 1994-1995             | Aldosivi                  | Primera B             | 31          | 0           | -           | -                     | -                     | -                     | -          | -          | -          | -                              | -                              | -                              | -                              | -      | -      | -      | 31    | 0     | 0     |
| Sous-total            | Sous-total                | Sous-total            | 31          | 0           | -           | -                     | -                     | -                     | -          | -          | -          | -                              | -                              | -                              | -                              | -      | -      | -      | 31    | 0     | 0     |
| 1996-1997             | Santos Laguna             | Primera               | 13          | 1           | -           | -                     | -                     | -                     | -          | -          | -          | -                              | -                              | -                              | -                              | -      | -      | -      | 13    | 1     | 0     |
| Sous-total            | Sous-total                | Sous-total            | 13          | 1           | -           | -                     | -                     | -                     | -          | -          | -          | -                              | -                              | -                              | -                              | -      | -      | -      | 13    | 1     | 0     |
| 1997                  | Montevideo Wanderers      | Primera B             | 6           | 1           | -           | -                     | -                     | -                     | -          | -          | -          | -                              | -                              | -                              | -                              | -      | -      | -      | 6     | 1     | 0     |
| Sous-total            | Sous-total                | Sous-total            | 6           | 1           | -           | -                     | -                     | -                     | -          | -          | -          | -                              | -                              | -                              | -                              | -      | -      | -      | 6     | 1     | 0     |
| 1997-1998             | Banfield                  | Primera B             | 38          | 16          | -           | -                     | -                     | -                     | -          | -          | -          | -                              | -                              | -                              | -                              | -      | -      | -      | 38    | 16    | 0     |
| Sous-total            | Sous-total                | Sous-total            | 31          | 0           | -           | -                     | -                     | -                     | -          | -          | -          | -                              | -                              | -                              | -                              | -      | -      | -      | 31    | 0     | 0     |
| 1998-1999             | Cruz Azul                 | Primera               | 39          | 11          | -           | -                     | -                     | -                     | -          | -          | -          | -                              | -                              | -                              | -                              | -      | -      | -      | 39    | 11    | 0     |
| 1999-2000             | Cruz Azul                 | Primera               | 36          | 10          | -           | -                     | -                     | -                     | -          | -          | -          | -                              | -                              | -                              | -                              | -      | -      | -      | 36    | 10    | 0     |
| Sous-total            | Sous-total                | Sous-total            | 75          | 21          | -           | -                     | -                     | -                     | -          | -          | -          | -                              | -                              | -                              | -                              | -      | -      | -      | 75    | 21    | 0     |
| 2000-2001             | Hellas Verona             | Serie A               | 22          | 4           | 3           | 1                     | 0                     | -                     | -          | -          | -          | -                              | -                              | -                              | -                              | -      | -      | -      | 23    | 4     | 3     |
| 2001-2002             | Hellas Verona             | Serie A               | 29          | 3           | 5           | 1                     | 0                     | -                     | -          | -          | -          | -                              | -                              | -                              | -                              | -      | -      | -      | 30    | 3     | 5     |
| Sous-total            | Sous-total                | Sous-total            | 51          | 7           | 8           | 2                     | 0                     | -                     | -          | -          | -          | -                              | -                              | -                              | -                              | -      | -      | -      | 53    | 7     | 8     |
| 2002-2003             | Juventus FC               | Serie A               | 30          | 4           | 5           | 1                     | 0                     | -                     | 1          | 0          | -          | C1                             | 13                             | 1                              | 4                              | 2      | 0      | 0      | 47    | 5     | 9     |
| 2003-2004             | Juventus FC               | Serie A               | 26          | 3           | 4           | 5                     | 1                     | -                     | 1          | 0          | -          | C1                             | 4                              | 0                              | 0                              | 8      | 0      | 0      | 44    | 4     | 4     |
| 2004-2005             | Juventus FC               | Serie A               | 36          | 4           | 12          | 1                     | 0                     | -                     | -          | -          | -          | C1                             | 9                              | 1                              | 2                              | 3      | 0      | 0      | 49    | 5     | 14    |
| 2005-2006             | Juventus FC               | Serie A               | 34          | 3           | 12          | -                     | -                     | -                     | 1          | 0          | -          | C1                             | 9                              | 0                              | 1                              | 13     | 1      | 3      | 57    | 4     | 16    |
| 2006-2007             | Juventus FC               | Serie B               | 33          | 4           | 8           | 2                     | 0                     | -                     | -          | -          | -          | -                              | -                              | -                              | -                              | 4      | 1      | 2      | 39    | 5     | 10    |
| 2007-2008             | Juventus FC               | Serie A               | 22          | 5           | 7           | 1                     | 0                     | -                     | -          | -          | -          | -                              | -                              | -                              | -                              | 9      | 1      | 0      | 32    | 6     | 7     |
| 2008-2009             | Juventus FC               | Serie A               | 19          | 1           | 4           | 1                     | 0                     | 1                     | -          | -          | -          | C1                             | 6                              | 1                              | 0                              | 7      | 0      | 1      | 33    | 2     | 6     |
| 2009-2010             | Juventus FC               | Serie A               | 24          | 3           | 4           | -                     | -                     | -                     | -          | -          | -          | C1+C3                          | 6+3                            | 1+0                            | 0                              | 9      | 1      | 1      | 42    | 5     | 5     |
| Sous-total            | Sous-total                | Sous-total            | 224         | 27          | 56          | 11                    | 1                     | 1                     | 3          | 0          | 0          | -                              | 50                             | 4                              | 7                              | 55     | 4      | 7      | 343   | 36    | 71    |
| 2010-2011             | VfB Stuttgart             | Bundesliga            | 7           | 0           | 1           | 1                     | 0                     | 0                     | -          | -          | -          | C1                             | 6                              | 0                              | 1                              | -      | -      | -      | 14    | 0     | 2     |
| Sous-total            | Sous-total                | Sous-total            | 7           | 0           | 1           | 1                     | 0                     | 0                     | -          | -          | -          | -                              | 6                              | 0                              | 1                              | -      | -      | -      | 14    | 0     | 2     |
| 2011                  | Lanús                     | Primera A             | 17          | 0           | 3           | -                     | -                     | -                     | -          | -          | -          | -                              | -                              | -                              | -                              | -      | -      | -      | 17    | 0     | 3     |
| 2011-2012             | Lanús                     | Primera A             | 18          | 0           | 3           | -                     | -                     | -                     | -          | -          | -          | CL+CS                          | 5+2                            | 1+0                            | 0                              | -      | -      | -      | 25    | 1     | 3     |
| Sous-total            | Sous-total                | Sous-total            | 35          | 0           | 6           | -                     | -                     | -                     | -          | -          | -          | -                              | 7                              | 1                              | 0                              | -      | -      | -      | 42    | 1     | 6     |
| 2012-2013             | Racing Club de Avellaneda | Primera A             | 29          | 3           | 2           | -                     | -                     | -                     | -          | -          | -          | CS                             | 1                              | 0                              | 1                              | -      | -      | -      | 30    | 3     | 3     |
| 2013-2014             | Racing Club de Avellaneda | Primera A             | 10          | 0           | 0           | -                     | -                     | -                     | -          | -          | -          | -                              | -                              | -                              | -                              | -      | -      | -      | 10    | 0     | 0     |
| Sous-total            | Sous-total                | Sous-total            | 39          | 3           | 2           | -                     | -                     | -                     | -          | -          | -          | -                              | 1                              | 0                              | 1                              | -      | -      | -      | 40    | 3     | 3     |
| Total sur la carrière | Total sur la carrière     | Total sur la carrière | 500         | 94          | 72          | 15                    | 1                     | 1                     | 3          | 0          | 0          | -                              | 64                             | 5                              | 9                              | 55     | 4      | 7      | 637   | 104   | 89    |

### Statistiques d'entraîneur
Mis à jour le 2 novembre 2020.
| Deportivo Tepic          | 1er janvier 2015 | 15 août 2015     | 21 | 6  | 9  | 6  | 32 | 28 | +4 | 28.57 |
| CA Tigre                 | 21 décembre 2015 | 18 mars 2016     | 7  | 1  | 2  | 4  | 8  | 9  | -1 | 14.29 |
| Cafetaleros de Tapachula | 30 août 2016     | 22 janvier 2017  | 5  | 0  | 0  | 5  | 3  | 11 | -8 | 0.00  |
| NK Tabor Sežana          | 3 janvier 2020   | 2 septembre 2020 | 19 | 10 | 3  | 6  | 26 | 22 | +4 | 52.63 |
| NK Maribor               | 3 septembre 2020 | Présent          | 9  | 4  | 3  | 2  | 19 | 11 | +8 | 44.44 |
| Total                    | Total            | Total            | 61 | 21 | 17 | 23 | 88 | 81 | +7 | 34.43 |

### Buts en sélection
| #  | Date       | Lieu               | Adversaire           | Résultat | Compétition                             |
| -- | ---------- | ------------------ | -------------------- | -------- | --------------------------------------- |
| 1. | 07/09/2005 | Minsk, Biélorussie | Biélorussie          | 4 – 1    | Éliminatoires de la Coupe du monde 2006 |
| 2. | 11/10/2006 | Tbilissi (Géorgie) | Géorgie              | 3 – 1    | Éliminatoires Euro 2008                 |
| 3. | 30/05/2008 | Florence (Italie)  | Belgique             | 3 – 1    | Amical                                  |
| 4. | 10/10/2009 | Dublin (Irlande)   | République d'Irlande | 2 – 2    | Éliminatoires de la Coupe du monde 2010 |

## Palmarès

### Équipe nationale
- Vainqueur de la Coupe du monde 2006 (Italie).

### Club
- Vainqueur de la Primera División (Santos Laguna)
- Finaliste de la Primera División (Cruz Azul)
- Finaliste de la Ligue des champions : 2003 (Juventus).
- Champion d'Italie Serie A : 2003, (2005, 2006) (Juventus).
- Vice-champion d'Italie Serie A : 2009 (Juventus).
- Championnat d'Italie Serie B : 2007 (Juventus)
- Vainqueur de la Supercoupe d'Italie : 2002, 2003 (Juventus).
- Finaliste de la Coupe d'Italie : 2004 (Juventus).